# Leioproctus neotropicus
Leioproctus neotropicus är en biart som först beskrevs av Heinrich Friese 1908.  Leioproctus neotropicus ingår i släktet Leioproctus och familjen korttungebin. Inga underarter finns listade i Catalogue of Life.